# Młodzieżowe Indywidualne Mistrzostwa Wielkiej Brytanii na Żużlu 2010
Młodzieżowe indywidualne mistrzostwa Wielkiej Brytanii na żużlu – cykl turniejów żużlowych mających wyłonić najlepszych żużlowców brytyjskich do lat 21 w sezonie 2010. Tytuł wywalczył Joe Haines. 

## Finał
- Thurrock, 16 kwietnia 2010

| Msc. | Zawodnik         | Klub                    | Pkt    |             |  |
| ---- | ---------------- | ----------------------- | ------ | ----------- |  |
| 1    | Joe Haines       | King’s Lynn Stars       | 14+3+3 | (2,3,3,3,3) |  |
| 2    | Tai Woffinden    | Wolverhampton Wolves    | 14+2   | (3,3,3,3,2) |  |
| 3    | Lewis Bridger    | Peterborough Panthers   | 14+1   | (3,3,3,2,3) |  |
| 4    | Kyle Hughes      | Rye House Rockets       | 9+2+0  | (2,1,2,3,1) |  |
| 5    | Jerran Hart      | Scunthorpe Scorpions    | 10+1   | (3,2,1,2,2) |  |
| 6    | Josh Auty        | Coventry Bees           | 11+0   | (3,2,3,w,3) |  |
| 7    | Robert Mear      | brak danych             | 9      | (2,3,1,1,2) |  |
| 8    | Simon Lambert    | Scunthorpe Scorpions    | 8      | (2,2,0,3,1) |  |
| 9    | Paul Starke      | Plymouth Devils         | 7      | (d,1,2,1,3) |  |
| 10   | Kyle Howarth     | Bournemouth Buccaneers  | 6      | (0,0,2,2,2) |  |
| 11   | Steve Worrall    | Scunthorpe Saints       | 5      | (1,2,1,1,0) |  |
| 12   | Brendan Johnson  | Isle of Wight Islanders | 3      | (0,0,2,0,1) |  |
| 13   | Kyle Newman      | Newport Hornets         | 3      | (1,w,0,2,u) |  |
| 14   | Richard Franklin | Dudley Heathens         | 3      | (1,1,w,0,1) |  |
| 15   | Aaron Baseby     | Bournemouth Buccaneers  | 2      | (1,u,u,1,0) |  |
| 16   | Scott Campos     | King’s Lynn Stars       | 1      | (0,0,1,0,0) |  |
|      | rez. Joe Jacobs  | brak danych             | ns     |             |  |
|      | rez. John Resch  | Bournemouth Buccaneers  | ns     |             |  |

## Bieg po biegu
1. Hart, Mear, Franklin, Howarth
2. Auty, Hughes, Baseby, Campos
3. Bridger, Haines, Newman, Johnson
4. Woffinden, Lambert, Worrall, Starke (d)
5. Haines, Auty, Starke, Howarth
6. Bridger, Lambert, Franklin, Campos
7. Mear, Worrall, Baseby (u), Newman (w/u)
8. Woffinden, Hart, Hughes, Johnson
9. Woffinden, Howarth, Campos, Newman
10. Auty, Johnson, Worrall, Franklin (w/u)
11. Haines, Hughes, Mear, Lambert
12. Bridger, Starke, Hart, Baseby (u)
13. Lambert, Howarth, Baseby, Johnson
14. Hughes, Newman, Starke, Franklin
15. Woffinden, Bridger, Mear, Auty (w/u)
16. Haines, Hart, Worrall, Campos
17. Bridger, Howarth, Hughes, Worrall
18. Haines, Woffinden, Franklin, Baseby
19. Starke, Mear, Johnson, Campos
20. Auty, Hart, Lambert, Newman (u)
21. Baraż o dwa miejsca w finale: Haines, Hughes, Hart, Auty
22. Finał: Haines, Woffinden, Bridger, Hughes